# نیو-نامن
نیو-نامن (به هلندی: Nieuw-Namen) یک منطقهٔ مسکونی در هلند است که در هولست واقع شده‌است. نیو-نامن ۱٬۰۵۷ نفر جمعیت دارد.